# Echiniscus bisetosus
Echiniscus bisetosus är en djurart som tillhör fylumet trögkrypare, och som beskrevs av Heinis 1908. Echiniscus bisetosus ingår i släktet Echiniscus och familjen Echiniscidae. Inga underarter finns listade i Catalogue of Life.